# Tilapia
Tilapia Smith, 1840 è un genere di pesci appartenente alla famiglia dei Ciclidi che vivono in acque tropicali in Africa, Sud America, Nord America e Asia.

## Diffusione e habitat
Queste specie sono diffuse nelle acque dolci dell'Africa centro-meridionale, in acque tra i 20 e i 30 °C.

## Descrizione
Le dimensioni si attestano tra i 10 cm e i 30 cm, secondo le specie. 

## Usi alimentari
Nell'uso commerciale internazionale il termine Tilapia fa riferimento a specie pure sia del genere Tilapia sia del genere Oreochromis e a vari ibridi creati per l'allevamento e immessi nel circuito dell'alimentazione umana in modo preponderante. In Italia il nome commerciale tilapia si riferisce legalmente certamente alle specie Oreochromis niloticus e Oreochromis mossambicus. La carne di questi pesci si adatta bene alla cottura arrosto, alla griglia o al vapore.
Attualmente il maggior fornitore di Tilapia sul mercato Internazionale è la Cina.

## Usi manifatturieri
La pelle di Tilapia si presta alla concia e viene utilizzata con successo nella produzione di rivestimenti per mobili, guanti, calzature, accessori e oggettistica di pelletteria. L'utilizzo delle pelli di pesce inoltre offre la possibilità di recuperare materiali abitualmente scartati dalla produzione alimentare, favorendo uno sviluppo sia economico sia ecologico delle risorse soprattutto nei paesi in via di sviluppo dove l'animale è autoctono.

## Usi in medicina
La pelle di Tilapia viene utilizzata nella cura delle ustioni, sia degli umani che degli animali, quando altri rimedi sono inefficaci o di difficile impiego. Dopo un'accurata sterilizzazione, viene applicata sulla parte ustionata e lasciata in loco per una decina di giorni (dopodiché perde le sue proprietà) e sostituita con altri tipi di bendaggio o con un'altra pelle, finché la cute sottostante non si rigenera. Viene ad esempio impiegata nella cura delle ustioni dei grandi felini o dei plantigradi.

## Specie
Il genere è stato oggetto di recenti studi tassonomici e attualmente (2017) comprende 7 specie:
- Tilapia baloni
- Tilapia brevimanus
- Tilapia busumana
- Tilapia guinasana
- Tilapia pra
- Tilapia ruweti
- Tilapia sparrmanii